# 조나단 리 리치스
조나단 리 리치스 (Jonathan Lee Riches, 1976년 12월 27일 ~ )는 여러 미국 지방 법원에 소송을 제기한 것으로 알려진 사기범으로 유죄 판결을 받았다. 리처스는 플리 바겐 조건에 따른 전신 사기 혐의로 켄터키주 렉싱턴에 있는 페데랄 메디컬 센터에 수감되었다. 그의 출시일은 2012년 4월 30일이었다. 그는 2012년 12월에 허가 없이 펜실베니아주 동부를 떠났을 때 연방 보호 관찰을 위반한 혐의로 체포되었다. 그는 코네티컷주로 차를 몰고 샌디훅 초등학교 총기 난사 사건의 총격범인 아담 란자의 삼촌을 사칭한 혐의로 알려졌다.

## 같이 보기
- 승소가능성이 없는 사건